# Crau (Rosja)
Crau (ros. Црау) – wieś w Rosji, w Osetii Północnej, w rejonie ałagirskim. W 2010 liczyła 2265 mieszkańców.